# Hjernevask
 Denne artikel bør gennemlæses af en person med fagkendskab for at sikre den faglige korrekthed.

Hjernevask er et sæt teknikker, der kan virke på den menneskelige hjerne for at skabe ændring af overbevisninger'(Kathleen Taylor)
Begrebet hjernevask opstod i kølvandet på Koreakrigen, hvor en række amerikanske soldater, der havde været i kinesisk krigsfangenskab havde fået helt andre holdninger til krigen og til kommunismen. Det var for en krigsførende magt utænkeligt, at soldaterne bare var blevet overbevist ad rationel vej; der måtte stikke noget under. Man kaldte det hjernevask, ikke for at fortælle, at hjernen var vasket ren, men at den var blevet omstruktureret og havde gjort hjernernes ejermænd til robotter. Kineserne selv kaldte det tankereform eller genopdragelse. De mente, at hvad der var sket med fangerne, skyldtes, at de havde indset, at deres land havde taget fejl, og at kineserne havde ret.
Den folkelige forestilling om en hjernevasket person er, at ved en fjernstyret påvirkning af hjernen kan man ændre hans personlighed, som familien mente, at bombemanden var blevet forvandlet. Det er både et begreb, der indbyder til forskrækkelse og mærkelig nok også til beroligelse. Forskrækkelse, fordi det altså tilsyneladende kan gøres med folk mod deres vilje. Og hvem vil det gå ud over næste gang? … Af samme grunde er det et beroligende begreb: Det fratager den aktuelle gerningsmand skylden. Han er jo blevet fjernstyret. Og det gør det muligt at pege på en virkelig skyldig, bagmanden, hjernevaskeren, …. 
Kathleen Taylor siger: ”Vi må se mere realistisk på hjernevask, ikke som sort magi, men i sekulære, videnskabelige termer, som et sæt teknikker, der kan virke på den menneskelige hjerne for at skabe ændring af overbevisninger. Mennesker undergår, under særlige omstændigheder, dramatiske ændringer af overbevisninger på forbløffende korte tidsperioder. Somme tider er de nye overbevisninger ligefrem bizarre … Men mærkværdigheden eller det moralsk forkastelige i en overbevisning er ikke nogen forhindring i forståelsen af, hvordan den kan blive præget i en persons sind.”
Ligegyldigt om der er tale om en fange i en krigsfangelejr, en kults hovedkvarter eller en radikal moske, er det de samme grundlæggende teknikker, der bliver ved med at dukke op: isolation, kontrol, usikkerhed, gentagelse og følelsesmæssig manipulation.

## Isolation
Lederen har et problem. Det budskab, han vil sende til rekrutten, går imod nogle af dennes egne overbevisninger, såvel som overbevisninger, han ikke har tænkt over, men som er almindelige i befolkningen udenfor. Han har måske venner, der mener, at hans leder er umoralsk. Når rekrutten er sammen med dem, kommer han på andre tanker end dem, lederen ønsker. For at mindske denne påvirkning må lederen sørge for at afskære rekrutten fra andres påvirkninger. Hvis total isolation ikke er mulig, vil lederen opmuntre ham til at styrke sin forpligtelse over for den nye gruppe. Det kan ske ved at sende ham på træningslejr. …

## Kontrol
Kontrol med hvad rekrutten ser, hører og tænker. Ligesom isolation indskrænker kontrollen hans tankeverden, så alt bliver fortolket gennem den samme ideologi. Hjernen er stærkt afhængig af de informationer, der når den gennem sanserne. Overbevisninger, der er forstærket gennem informationerne, styrkes, mens overbevisninger, der står i modsætning til dem, søges svækket. Lederen vil derfor sørge for, at rekrutten tilbringer megen tid med gruppemedlemmer, der er tilhængere af den nye ideologi og modstandere af, hvad han mente tidligere. Hans forbrug af medier må også reguleres.

## Usikkerhed
Rekrutten hænger til en vis grad stadig ved sine tidligere ideer, og så må lederen udfordre dem direkte. At gøre ham usikker er en effektiv måde at påføre ham stress på. Hvis det lykkes lederen at få ham til at tvivle på overbevisninger, han før tog for givne, vil han prøve at påføre ham andre ideer, der kan erstatte dem. Lederen står parat til at yde ham en enkel, sammenhængende og samlet ideologi. Lederen sørger for at få ham til at henvende sig til ham for svar på ethvert problem, så han kan udbygge sin autoritet. Han vil også hævde, at hans ideologi er et totalt system, der kan bedømme ethvert emne og er relevant i forbindelse med alle spørgsmål i livet. Dette gør ikke bare lederen mere magtfuld, men det hjælper også med at hindre rekrutten i at holde sine tidligere ideer uden for lederens kontrol.
I modsætning til det tidligere livs komplicerede, fragmenterede anskuelser er den rene enkelhed i lederens livsanskuelse en tillokkelse for folk, der har været usikre i deres hidtidige levned. Sørger man ydermere for at gøre dem endnu mere usikre på deres tidligere overbevisninger, er meget vundet for sagen…. Lederen vil pege på, hvor klar og enkel hans tro er, ved at gøre sine kernemeddelelser kortfattede, sammenhængende og lette at forstå og huske.

## Gentagelse
Gentagelse er kendt for alle former for propaganda og indoktrinering. Jo oftere rekrutten hører kernemeddelelserne, desto mere kendte, fortrolige og rigtige virker de. I de kinesiske lejre under Koreakrigen var der forelæsninger og diskussioner i dage-, uge- og månedsvis. Man anvendte også forhørslignende debatter og anklager. En person blev anklaget for brud på et eller andet eller tvunget til at ”bekende”. Andre gruppemedlemmer skulle så vise deres loyalitet ved at indgå i en kappestrid om at udfordre og fordømme det stakkels offer og bombardere ham med gentagelser af kernemeddelelserne. Rekrutterne skulle også holde minutiøse dagbøger over deres tanker og komme med lange bekendelser om ”tankeforbrydelser”. Og hele tiden de samme kernemeddelelser om og om igen, indtil de så at sige var banket ind i hovedet på rekrutterne og havde nedbrudt al modstand.

## Følelsesmæssig manipulation
De første bøger om hjernevask, propaganda og indoktrinering handlede næsten udelukkende om tanker, meddelelser og overbevisninger. Først sent i forrige århundrede indså man følelsernes afgørende betydning. Som Taylor skriver: ”Selv om det taler til en logiker, så er det rationelle argument kun et svagt instrument til at skaffe tilhængere – eller til at oppiske stemningen i en menneskemængde.”
Rekrutten kan meget vel finde lederens argumenter overbevisende, men vi har alle sådanne overbevisninger, som ikke får os til at gøre noget særligt. For at handle, må vi føle. Der må positive følelser til at ledsage de nye budskaber, og der må vrede og animositet og had til de gamle, før det afgørende skifte indtræffer. 
Hjernens reaktioner på syn og lyde inklusive tale opfanges hurtigt, men er forbigående (medmindre de er meget overvældende), mens følelser klinger meget længere, især stærkt negative følelser, fordi de antænder frygt. Lederen kan anvende symboler – ord eller billeder – jo mere chokerende, jo bedre for at udløse ekstremt stærke, negative følelser i rekrutten eller rekrutterne. ... Når man anvender … billedserier som ikoner, kan man ledsage dem med udtryk eller slagord, der kobler stærkt negative følelser til symbolerne. Associationen mellem symbol og udtryk for had og afsky vil koble sig i rekrutternes hjerner – for øvrigt på samme måde som man kan gøre det i forbindelse med hypnose. På lignende måde med positive signaler på gruppens idealer.
Vi har alle brug for følelsesmæssig støtte fra andre. Lederen må sørge for, at han og gruppen bliver rekruttens kilde til en sådan positive støtte. Det er afgørende, at gruppen efterhånden bliver den eneste kilde til en sådan støtte; de eneste der ”forstår ham”. Som Kathleen Taylor skriver: ”Venlighed og omsorg, latter, venskab og opfyldelse må være konstante tilbud fra dem; resten af universet vil falme bort i hadefuldt mørke. Efterhånden som (rekrutten) bliver mere afhængig, vil det være lettere at opstille det mest udfordrende af alle emner: selvmordsbombning. Eller, som (lederen) utvivlsomt vil kalde det, opofrelse til fordel for (rekruttens) nu elskede gruppe.”
Som hjernevasket er rekrutten ikke længere i stand til at le, endsige le bittert og med afsky ad lederens latterlige forsøg på at tage sig selv alvorligt.
Hjernevask – dette sloganagtige ord hænger ved med sin gysende, dragende tiltrækningskraft. Men der er ikke andet i begrebet, end der er i begrebet indoktrinering. Uhyggelig virkningsfuldt er det.